# 9 septembre 1976
Le jeudi 9 septembre 1976 est le 253e jour de l'année 1976.

## Naissances
- Aki Riihilahti, joueur de football finlandais
- Andrew Mavis, joueur de basket-ball canadien
- Artiom Kiouregkian, lutteur grec d'origine arménienne spécialiste de la lutte gréco-romaine
- Emma de Caunes, actrice française
- Hanno Möttölä, joueur de basket-ball finnois
- Harry Escott, compositeur de musique de film
- Helena Kirop, athlète kényane
- Humayun Khan (mort le 8 juin 2004), militaire américain
- Jakub Bednaruk, volleyeur polonais
- Jean-Charles Emmerich, homme politique français
- Lúcia Moniz, actrice et chanteuse portugaise
- Mattias Öhlund, joueur de hockey sur glace suédois
- Mick Blue, acteur pornographique autrichien
- Robert Quimby, astronome américain

## Décès
- André Vaquier (né le 12 septembre 1886), bibliothécaire et historien français
- Gabriel Tellier (né le 13 janvier 1899), personnalité politique française
- Mao Zedong (né le 26 décembre 1893), président du Parti communiste chinois
- Marcel Camel (né le 27 juillet 1903), joueur français de rugby à XV